# ムボジ隕石
ムボジ隕石（ムボジいんせき、Mbosi、M'Boziまたは Tanganyikaとも呼ばれる ）は、タンザニア南部のニアサ湖に近い町ムベヤ近郊にある隕石。長さ3m、高さ1mで、重さは25トンとも16トンとも推定され、世界でも大きい隕石の一つである。90％が鉄、8％がニッケルで出来ている。地元以外に知られるようになったのは1930年代で、国家遺産として保存されている。クレーターが見当たらないのが謎である。

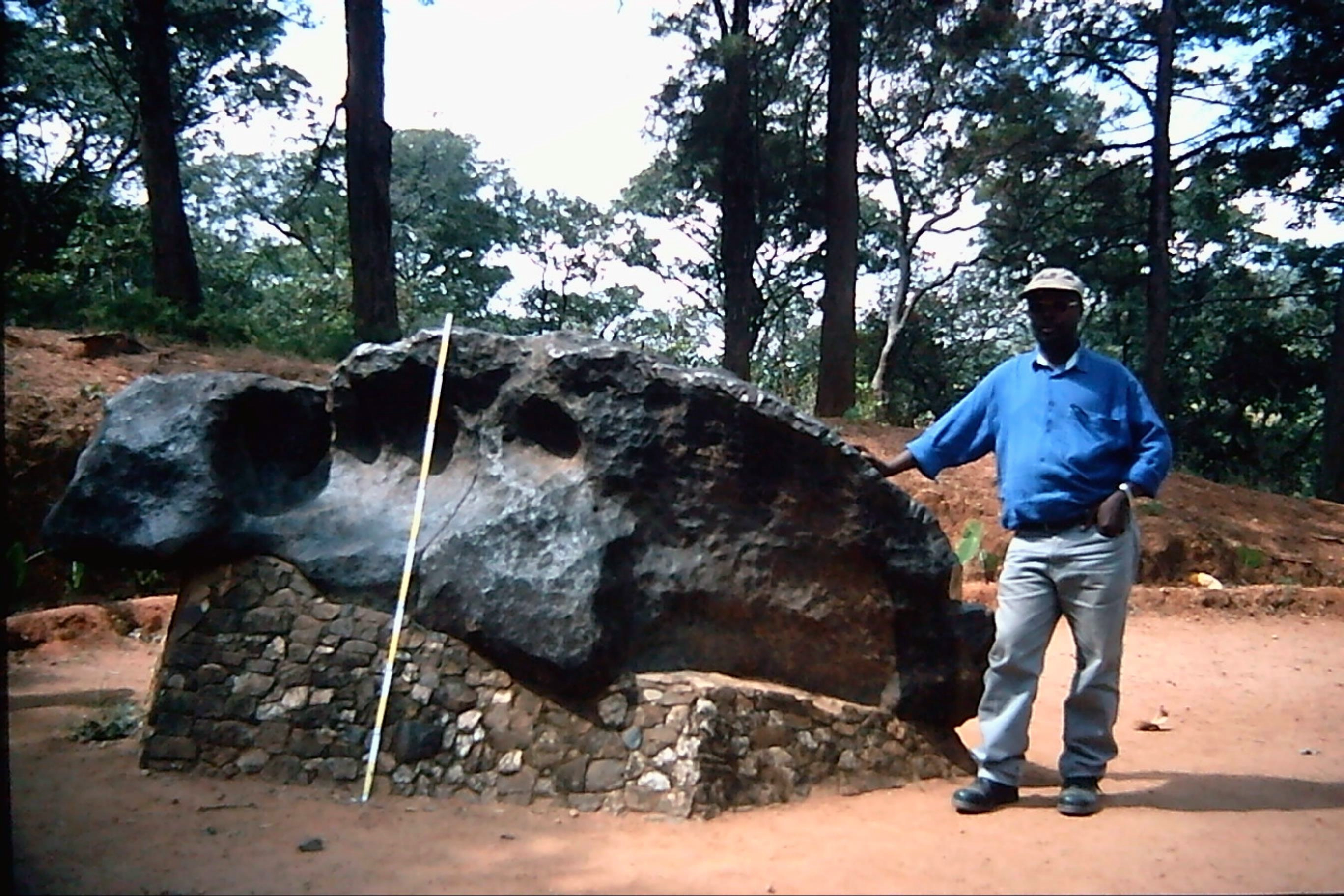